# Беккерель, Александр Эдмон
Александр Эдмон Беккерель (фр. Alexandre-Edmond Becquerel; 24 марта 1820 — 11 мая 1891) — французский физик, сын Антуана Сезара Беккереля, отец Антуана Анри Беккереля.

## Биография
А. Э. Беккерель родился в Париже. В 1840 г. получил в Парижском университете степень доктора. С 1849 по 1852 год был профессором в агрономическом институте Версаля. С 1853 г. — заведующий кафедрой физики Консерватории искусств и ремесел. С 1878 г. был профессором и администратором в естественно-историческом музее. Также А. Э. Беккерель являлся президентом общества содействия национальной промышленности и членом института.

## Работы
- Изучение солнечного спектра и электрического света («Comptes rendus de l’Acad. des sc.», 1839—1841).
- Законы нагревания гальваническим током («Lois du degagement de la chaleur pendant le passage des courants electriques»).
- Действие солнечных лучей на тела («Effets produits sur les corps par les rayons solaires»).
- Совместно с сыном произвел много исследований над электричеством и фосфоричностью; часть их находится в его большом сочинении: «Свет» («La lomiere, ses causes et ses effets», Париж, 1867—1868, 2 тома).
- В сотрудничестве с А. Кагуром сделал определения преломляющих способностей жидкостей.
- В сотрудничестве с Э. Фреми — провел электрохимические исследования.
- Отделение электричества в гальванических батареях.
- Электрические явления, происходящие от освещения тел.
- Световые явления как следствие освещения: наблюдения вне красной части спектра посредством действия фосфоричности.
- Термоэлектрические изыскания.
- Действие магнетизма на все тела.
- Фосфоричность, возбуждаемая солнечным светом.
- Цветное фотографирование солнечного спектра. Относительно цветной фотографии спектра надо заметить, что цвета изображения спектра, полученного на серебряной поверхности, были очень несовершенны и что от действия света изображение мало помалу обесцвечивается. Опыты Беккереля интересны как первые попытки фотографирования с сохранением натуральных цветов.
- В 1865 г. построил фосфороскоп — прибор для наблюдения кратковременных процессов свечения.

Вышеприведённое перечисление работ Эдмона Беккереля, хотя ещё не полное, показывает как разнообразны предметы его исследований. Большая часть их описана в «Annales de chim. et de phys.» (Серии III, IV и V), а также в «Comptes rendus de l’Acad. des sciences».

## Признание
В 1886 г. был избран членом Шведской королевской академии наук.
В 1888 г. избран иностранным членом Лондонского королевского общества.